# Stadiul Român București (rugby)
Stadiul Român București a fost al treilea club de rugby înființat vreodată în România. În total, Stadiul Român avea să cucerească nouă (7) titluri naționale, ultimul în ediția 1946/47 a campionatului.

## Istoric
Data oficială a apariției lui este 6 decembrie 1915, chiar după dizolvarea Sporting Club (condusă de frații Hussar), și înființată la 8 septembrie 1913. Ea a fost fondată după modelul echipei pariziene Stade Francais, principalul său promotor fiind Nae Mărăscu, cel care tocmai părăsise pe TCR. Noua echipă va purta aceleași culori ca și gruparea din Paris: rosu și albastru. La fondarea sa, clubul avea 220 de membri.

## Palmares
Liga Națională de Rugby:
 Campioni (7) : 1919, 1924, 1926, 1928, 1930, 1931, 1946–47
 Vicecampioni (8) : 1922, 1923, 1925, 1927, 1929, 1939/40, 1941/42, 1945/46
 Locul 3 (4) : 1920, 1934, 1935, 1935/36
 Cupa României:
Câștigători (5) : 1919, 1921, 1923, 1936, 1941
 Finaliști (3) : 1934, 1935, 1941